# IgA肾病
IgA肾病（英語：IgA nephropathy）是最常见的肾小球肾炎（glomerulonephritis），原发性IgA肾病患者通常在肾小球有IgA抗体的沉积，也有其他许多疾病都会引起肾小球中的IgA抗体的沉积，最常见的是Henoch-Schönlein紫癜（HSP，全身性的IgA肾病）。Henoch-Schönlein紫癜常常表现出特征性的皮肤紫癜、关节炎、腹痛，在年轻人身上最常见（16-35岁）。IgA肾病發展缓慢，25-30%的患者经过20年的发展会引起肾衰竭。

## 症状和体征
最常见的症状（40-50%患者）会表现出阵发性的血尿，通常在非特异性的上呼吸道感染以后就会出现，而链球菌性的肾小球肾炎则通常在原发性感染后数周才会出现血尿；少数情况下胃肠道感染或尿道感染也可以称为诱发因素。所有这些炎症都会激活黏膜反应，从而产生IgA抗体。腰痛有时也会发生。血尿通常在几天以后消失，但是隐形血尿可能会长期持续下去。这样的阵发性发作通常几个月发生一次，大多数病人血尿症状最终都会消隐。肾功能通常是正常的，罕见情况下，急性肾衰竭会发生。
20-30%的患者，通常是老年患者，会有隐性血尿和蛋白尿（少于2g每天）。这些患者可能完全没有症状，只是在医生做尿检时才发现。所以，这个疾病很多情况下是强制性体检过程中诊断出来，比如日本的学生都是要做强制性尿检的。
更加罕见的是会出现如下症状（每种占5%）：
肾病综合征（3 - 3.5g蛋白尿，诊断困难），急性肾衰竭（要么是血尿的并发症要么是慢性肾小球肾炎急性发作），慢性肾衰竭（患者会有贫血、高血压和肾衰竭的其他症状，有长期的隐形血尿和蛋白尿）。
大量的全身性疾病都和IgA 肾病有关，比如肝脏衰竭，腹腔疾病，关节炎，Reiter综合征， 强制性脊椎炎和HIV。IgA肾病的诊断和对原发性疾病的探寻揭示了它们之间的因果关系。

## 诊断
有孤立性血尿症状的成年患者，通常先进行肾脏超声检测和膀胱镜检寻找出血点。这些检测可以排除如肾结石和膀胱癌两种泌尿科常见的伴发血尿的疾病。在儿童和年轻患者，相关病史和呼吸系统感染有关的疾病会增加IgA肾病的可能性。为了确诊需要进行肾脏活组织切片。活组织切片会显示肾小球膜增生，免疫荧光和电子显微镜可以看到IgA的沉积。而孤立性隐性血尿的患者（如没有蛋白尿并且肾功能正常的人）并不常规进行肾脏活检，因为它的预后较好。尿检可以显示红细胞，常常做为红细胞尿管。通常存在<2g/d的蛋白尿。其他导致孤立性血尿的病因包括薄层基底膜疾病和Alport综合征，后者是一种与听力障碍和眼病有关的遗传性疾病。
其他辅助诊断出血检测的保罗CRP或者ESR，补足水平，ANA和LDH。蛋白电泳和免疫球蛋白水平可以显示50%的患者IgA增高。

## 形态学
组织学上，IgA肾病可能会显示肾小球膜增宽，局部或部分炎症。弥散性肾小球膜增生或者新月形肾小球肾炎也可能存在。免疫荧光显示肾小球膜上有IgA的沉积，往往伴有C3和裂解素以及小量的其他免疫球蛋白（IgG或者IgM）。往往看不到早期的经典補體路徑的成分（C1q或者C4）。电子显微镜可以明确密集的电子沉积在肾小球膜，一些病例中可以看到，浓密的电子可以延伸到临近毛细血管壁的内膜下，这些往往伴有局部增生。

## 病理生理学
免疫染色显示IgA位于Henoch-Schonlein 肾炎患者的肾小球内。这个疾病名字源于IgA以颗粒状沉积在肾小球的一个部分——肾小球膜（免疫荧光检测）。光学显微镜下肾小球膜是富含细胞的组织，我们还能看到细胞质外蛋白沉积的增加。对于IgA聚集的原因还没有明确的解释。目前还没有在肾脏发现IgA的外在抗原，但是有可能在疾病出现前抗原就被清除了。也有人提出IgA自己本身也是抗原。
最近的新的理论集中在IgA1分子的异常。IgA1是两种免疫球蛋白分支（另一个是IgD）的一种，一部分位于特殊的富脯氨酸铰链区的丝苏氨酸O-端糖基化的蛋白。这些糖基缺失导致组织中的IgA分子聚合，特别是在肾小球膜。在Henoch-Schönlein紫癜（HSP）（一种主要影响儿童并可以影响肾脏的血管炎，无法与IgA肾炎区别））基础之上提出了一个类似的机制。然而人类研究发现IgA1 degalactosylation发生在有IgA肾病的患者只在内脏抗原暴露时（不是全身性的）发生反应，健康人发生的几率很小。这强烈的说明IgA1 degalactosylation是一种潜在现象的结果（异常粘膜抗原反应），并不是导致IgA肾病的最终原因。
根据肾移植后IgA 肾病可以再次发生来说，可以假定疾病是由免疫系统问题导致的而不是肾脏自身疾病。显然沉积在肾脏的IgA1并不会起源于大多数上呼吸道感染发生的部位——粘膜相关的淋巴组织(MALT)，但是会源于骨髓。着同样说明与免疫疾病有关而非外源性异物的直接干扰。

## 自然史
由于IgA肾病发生时尿检异常体征往往不常见，根据筛查政策，不同人群很有可能存在变异。同样地，理论上只进行局部的肾脏活检，如果对孤立性血尿患者进行常规简单的观察，会排除一部分总体预后较好的人。相反，如果所有这类患者都进行活检，包括孤立性阴性血尿和孤立性肾小球系膜IgA，“改善”特种疾病的预后。
然而，虽然以前认为IgA肾病是一个良性疾病，但是现在长远来看并不是那么良好。虽然大多数报道描述IgA肾病是一种无痛的疾病，或者痊愈或者损伤肾脏，但是更严重的过程也偶尔会发上在大面积新月体，以急性肾衰竭情况出现。总的来说，与大多数其他肾小球肾炎相比，慢性肾衰发生的是较缓慢地，需要30年或更久，而肾小球肾炎则仅需5-15年。这可能也反映了单单根据血尿做的早期诊断。
仅有5%的成人病例会完全治愈（例如正常的尿检）。因此，即使十年或者二十年之后肾功能依然正常的患者，大部分情况泌尿系统也是不正常的。相反，30%-50%的 儿童10年后尿检可能正常。然而，即使这个疾病发展的十分缓慢，这类病人的长期预后也是未知数。
总的说来，虽然80——90%患者10年后肾脏仍可保留，但是至少25%甚至达45%的成人会最终发展到肾病终末阶段。

## 治疗
IgA肾病理想的治疗应该将IgA移除肾小球并防止后期IgA沉积。这个目标仍然是一个远期前景。还有一些治疗IgA肾病需要注意的。IgA肾病病程可变，从一个良性周期性发生的血尿到快速发展成慢性肾衰。因此，患者治疗应该基于预后条件和进展的危险。尽管肾移植患者用了和环孢菌素、咪唑硫嘌呤、霉酚酸酯类固醇等药物，IgA肾病同样会复发。目前为止随机化研究对照病人数量有限，由于IgA肾病患者个体差异性、治疗方法研究的多样性以及随访时间长短不同很难提供有意义的统计学依据。
患有孤立性血尿、蛋白尿<1g/d而肾功能正常的患者进展良好，常规每年进行随访。注意扁桃体炎这样的诱发偶然血尿的疾病，扁桃腺摘除可以减少这种问题发生的风险。但是它不能降低进展性肾衰的发生率。同样的，这种疾病的自然史是这样的，随着时间过去，frank血尿发生会减少，与任何特殊的治疗无关。类似地，预防用抗生素并无益处。为了减少粘膜抗原反应，限制谷蛋白饮食也不能保护肾功。苯妥英也未见效果。
IgA肾病患者中光学显微镜显示微小病变肾病而临床伴有肾病综合征的患者，对类固醇反应剧烈，表现多少有点像微小病变肾病。其他患者，类固醇反应没那么强烈。短期大剂量类固醇治疗并不好。而在肾功正常伴有蛋白尿（1-3.5g/d）,最近的前瞻研究已经表明类固醇6个月养生法可能会减轻蛋白尿并保藏肾功。然而，这事要评估类固醇长期应用的危险。注意根据一个患者10年随访纪录，的确显示了类固醇治疗的优点。在类固醇治疗组，肾衰的几率更低。重点是这两组中都用了血管经张胎转化酶抑制剂。
随机的IgA肾病患者用了环磷酰胺结合血小板抑制剂/抗凝剂后产生矛盾的结果。这种药的副反应同样包括长期应用增加肿瘤和不孕不育的危险，这就不适合年轻成人使用。而最近一项研究仔细筛选了带有GFR衰退的高危人群，结果显示开始3个月联合应用类固醇和环磷酰胺，然后至少用2年的咪唑硫嘌呤显著增加了肾功的保存。其他药品，如霉酚酸酯、环保灵、咪唑立宾治疗效果不一。
Mayo Clinic研究显示了用欧米伽-3脂肪酸长期治疗减缓了肾衰的发生，但不能减少一部分肾功恶化的高危患者的蛋白尿。然而，这些结果并没有在其他研究组及随后元分析中进行。而鱼肝油治疗并未出现免疫抑制治疗的缺点。同时除了味道不好和腹部不适外相对还是比较安全的。
肾衰发生的原因并不只是IgA，而非特异性治疗也同样有好处。包括低蛋白饮食，控制血压。只要血压控制在理想的水平，对抗高血压药要求并不严格。而血管紧张素转化酶抑制剂和血管紧张素II受体拮抗剂具有抗蛋白尿的作用也较好。

## 遗传学
虽然很多研究认为该病与遗传有关，但是目前还没有发现一个可疑的基因。相关的研究认为可能跟C4 无效等位基因，因子BB等位基因，MHC抗原和IgA显型有关。ACE基因多态性（D 等位基因）与肾衰的进展有关，类似于其他跟慢性肾衰有关的病因。然而，超过90%的IgA肾病是散发的，而一些大家族性描述源自于肯塔基州和意大利。

## 預後
男性，蛋白尿（特別是>2g/d）年齡大、吸煙、高血壓、高血脂等類似疾病以及高濃度肌酸酐的患者預後較差。單純血尿患者預後情況不一，大多數研究顯示預後較好，這與早期診斷有關，只有一組數據報道預後較差。在這個組中蛋白尿和血尿是最影響預後的因素。
當然也有其他關於腎臟活檢的特徵，如間隙瘢痕往往預後較差。最近顯示ACE基因多態性會影響DD基因型，這種基因型常常與腎衰的發生有關。

## 流行病学
IgA肾病男性发病率是女性的3倍，也存在显著的地域差异。这是一种远东和东南亚最常见的小球性疾病，占世界几乎一半的患者。而欧洲人占25%，北美占10%，而非洲-美国人仅占2%。这个分析的混杂因素在于筛查方针，和利用肾脏活检作为调查工具。日本学校儿童常规会进行尿检（新加坡也将此作为军队招人的一项检查），而其他可疑的异常会进一步进行肾脏活检，这也可疑解释这些国家IgA肾病发生率高的原因。

## 历史
1801年Heberden首次描述了这个疾病，他发现一个5岁小孩出现腹痛、血尿、便血以及左腿紫癜的症状和体征。1837年，Johann Schonlein描述了一种发生于小孩的与关节痛和尿液沉淀有关的紫癜。他的学生Eduard Henoch进一步将此体征与腹痛和肾疾病联系起来。1968年，Jean Berger和Hinglais首次描述了这种IgA累积的肾小球肾炎（此后称Berger氏病）。

## 外部連結
- The Foundation for IgA Nephropathy